# ウテナイトカケ
ウテナイトカケ（萼糸掛）、学名 Opalia calyx は、イトカケガイ科に分類される海産の巻貝の1種。灰白色で、殻高1cm余り、細長い塔型をしている。種小名 calyx はラテン語で萼（ガク、うてな）の意で、各螺層の上縁が萼状に伸びて上の層の下部を包むように見えることから。和名のウテナも同じ。
2012年に和歌山県から新種として記載（正式に学名を付けて特徴を記述すること）された種で、以下の説明は全てその記載文 を出典としている。原記載における和名はウテナイトカケガイであるが、代表的な日本の貝類図鑑である『日本近海産貝類図鑑』（2000年）およびその第二版（2017年） の表記法に従いここではガイを付けない。

## 分布
日本：　紀伊半島（串本町）沖　水深80-160m。

## 形態
大きさと全形：殻高10-12mm、殻径3.0-4.0mm前後の小型種で、細高い塔型。螺層は9層以上で、螺管は弱く膨れ、縫合が浅く螺層間のくびれは緩やか。螺管側面は丸味があり、下方がかすかに角張ることで殻底に底盤を形成するが、極めて不明瞭。縦肋が非常に弱くほとんど認められないこと、縫合が鋸歯形に波打って草花の萼（ガク）を思わせる形状になることなどが主な特徴となっている。
原殻：原殻（プロトコンク）は表面が平滑で先端が鈍い円錐形だと推定されているが、報告されている標本は全て殻頂が多少なりとも侵食されているため正確な特徴は観察されていない。
殻質と殻色：殻質はやや厚く、殻表は Opalia 属の特徴であるチョーク様の脆弱構造（intritacalx） で覆われるため、光沢のない灰白色。
殻表彫刻：後成殻の表面には螺状に並んだ微細なピット（微細孔）列と微視的な螺条が多数あり、全体には軽石が磨り減って滑らかになった時のような肌合いを見せる。縦肋は極めて不明瞭で、特に体層ではほとんど消失している。しかし螺管の上縁は潜在的な縦肋の存在に呼応するかのように顕著に波打ち、波の高い部分は平たく短い指状、あるいは丸味のある鋸歯状となって上方に伸びる。これが上層を下から包む萼片を思わせることが種小名と和名の由来となっている。記載文では螺塔の所々に縦張肋（目だって太い縦肋）をもつと説明されているが、示された写真では縦張肋は認識しにくい。
殻口：殻口は比較的小さく、歪んだ円形。口縁は明瞭な二重構造となり、内層は質実で光沢があり、外層は磨り減った軽石状で殻表構造（intritacalx）に連なる。外唇は肥厚するが強くは張り出さない。
蓋：蓋については原記載に説明がない。
軟体：蓋および歯舌その他の軟体部の形態については原記載に説明がない。

## 生態
紀伊半島沖の水深80-160mから採取されたということ以外に情報はない。ただしイトカケガイ科に分類される貝類は一般に刺胞動物を餌としたり、それらに外部寄生することが知られている。

## 分類
原記載
- Opalia calyx T. Nakayama, 2012 ウテナイトカケガイ

貝類学雑誌 Venus 70 (1-4): 46-48, figs.1-4.
- タイプ標本は下記のとおり全て和歌山県立自然博物館に所蔵されている。カッコ内の記号は同博物館の登録番号で、WMNHは同館の略号、Moはmollusca（軟体動物）、Naは永井コレクション、Koは小山コレクションを示している。 
  - ホロタイプ （WMNH-Mo-Na-46) ：殻高10.3mm 殻幅3.5mm（永井誠二コレクション）
  - パラタイプ1（WMNH-Mo-Na-47）：殻高10.0mm 殻幅3.2mm（同上）
  - パラタイプ2（WMNH-Mo-Ko-1） ：殻高11.0mm 殻幅4.0mm（小山安生コレクション）

タイプ産地
- - 和歌山県串本町潮岬沖 水深およそ160m　（北緯33度25分00.00秒 東経135度47分00.00秒 / 北緯33.4166667度 東経135.7833333度）

属の分類
本種は殻表にチョーク様の脆弱構造（intritacalx）をもつことや全形などから、それらを特徴とする Opalia 属に分類される。Opalia 属は更に複数の亜属に分けられることがあるが、それら亜属の分類基準が不明瞭かつ恣意的であるとして、本種には亜属の分類が適用されず単に Opalia 属の一種として記載された。
類似種
比較される種には以下のようなものがあるが、Opalia 属には相互に似たものが多く分類はやや難しい。
- カタイトカケ Opalia levis Nakayama, 2010

本種はウテナイトカケに最も近似する種として原記載中で比較されている。明瞭な縦肋があること、縫合が萼状にならず深く縊れることでウテナイトカケと区別される。紀伊半島沖と奄美大島沖から知られる。
- ナガフシイトカケ Opalia gracilis (Masahito, Kuroda & Habe in kuroda, Habe & Oyama, 1971)

彫刻や縫合の形状はやや似るが、縫合がより明瞭に縊れて殻型がずっと細いこと、殻底の角張りが強いこと、外唇がより広がること、螺層に顕著な縦張肋があることなどで区別される。房総半島から九州にかけて知られる。
- キイフシイトカケ Opalia aglaia (Bartsch, 1915)

縫合がウテナイトカケのような萼状にならない。紀伊半島沖と南アフリカから知られる。

## 人との関係
特に知られていない。